# Queen Rocks
Queen Rocks ist das 1997 erschienene, vierte Kompilationsalbum der britischen Rockgruppe Queen. Neben älteren Liedern enthält es den im selben Jahr aufgenommenen und hier erstmals veröffentlichten Titel No-One But You (Only the Good Die Young).

## Das Album
Das Album Queen Rocks beinhaltet eine Auswahl vor allem härterer, rock-orientierter und teils weniger bekannter Lieder von Queen. Diese größtenteils von Brian May geschriebenen Stücke stammen aus allen Schaffensperioden der Band, wobei das Album News of the World mit drei Titeln am stärksten vertreten ist. (Lediglich von den Alben Made in Heaven, The Game sowie dem Soundtrack Flash Gordon ist kein Lied berücksichtigt.)
Als Besonderheit enthält dieses Kompilationsalbum die 1997 eingespielte Ballade No-One But You (Only the Good Die Young), bei der sich Roger Taylor und Liedautor Brian May den Gesang teilen. No-One But You ist der einzige neue Titel, den die drei verbliebenen Queen-Mitglieder May, Taylor und John Deacon seit dem Tod ihres Sängers Freddie Mercury (1991) gemeinsam im Studio aufgenommen haben.
Drei Stücke von Queen Rocks sind in überarbeiteten Versionen zu hören. Das teils neu eingespielte I Can’t Live with You unterscheidet sich deutlich von seiner ursprünglichen, sechs Jahre zuvor erschienenen Variante. Bei I’m in Love with My Car und I Want It All handelt es sich – das ist auf dem Album nicht vermerkt – um bisher unveröffentlichte Hybridfassungen aus den jeweiligen Album- und Singleversionen.
Im Laufe der Jahre wurden die Originalbänder der verschiedenen Queen-Lieder wiederholt einem erneuten Mastering-Prozess unterzogen, um die Tonqualität zu verbessern. Dabei kam es mehrmals zu nicht unbeträchtlichen Fehlern. Einer davon – in Form eines mehr als deutlich vernehmbaren ‚Klick‘-Störgeräusches – befindet sich hier im Intro von Fat Bottomed Girls.
Das Design des Album-Covers, das auf der Vorderseite eine Abwandlung des Queen-Logos mit den Sternzeichen der Bandmitglieder sowie dem Phönix zeigt, entwarfen Richard Gray und Queen; die Illustrationen dazu stammen von Damien Rochford. Bei der späteren Neuauflage dieses Albums wurde für das Cover ein anderes Bild verwendet, auf dem nur mehr der über Flammen schwebende Phönix zu sehen ist.
Kommerziell gesehen war Queen Rocks – verglichen mit anderen Queen-Veröffentlichungen – nicht sonderlich erfolgreich; seine nachhaltige Bedeutung ist deutlich geringer als jene der Greatest-Hits-Compilations. In Großbritannien kam das Album auf Platz 7 der dortigen Charts, in den meisten anderen Ländern war Queen Rocks schlechter platziert. Die erst nach dem Album veröffentlichte Single No-One But You (Only the Good Die Young) erreichte in Großbritannien Rang 13 der Singlecharts.

## Titelliste
1. We Will Rock You (1977, May) – 2:01
2. Tie Your Mother Down (1976, May) – 3:45
3. I Want It All (Orig. 1989, Queen [May]) – 4:30
4. Seven Seas of Rhye (1974, Mercury) – 2:45
5. I Can’t Live with You (1997 ’Rocks’ Retake) (Orig. 1991, Queen [May]) – 4:47
6. Hammer to Fall (1984, May) – 4:22
7. Stone Cold Crazy (1974, Queen) – 2:14
8. Now I’m Here (1974, May) – 4:12
9. Fat Bottomed Girls (1978, May) – 4:15
10. Keep Yourself Alive (1973, May) – 3:45
11. Tear It Up (1984, May) – 3:24
12. One Vision (1985, Queen) – 5:09
13. Sheer Heart Attack (1977, Taylor) – 3:24
14. I’m in Love with My Car (Orig. 1975, Taylor) – 3:11
15. Put Out the Fire (1982, May) – 3:18
16. Headlong (1991, Queen [May]) – 4:38
17. It’s Late (1977, May) – 6:27
18. No-One But You (Only the Good Die Young) (1997, May) – 4:13

Die Titel 3, 5, 14 und 18 waren in dieser Form bis dahin unveröffentlicht. – Hammer to Fall, Fat Bottomed Girls, Headlong sowie One Vision sind im Unterschied zu den Greatest-Hits-Alben nicht in den Single-, sondern in den längeren Albumfassungen zu hören.

## Rezeption in den Medien
Die US-amerikanische Website Allmusic äußert sich in ihrer Besprechung des Albums folgendermaßen: „Queen were never adverse to commercialism [...]. It should come as no surprise, then, that just two years after the release of that posthumous record, the surviving members went back into the vaults to assemble Rocks, Vol. 1. As the title suggests, Rocks, Vol. 1 captures Queen at their most rockin’, or, to be more accurate, their heaviest. [...] In other words, Rocks, Vol. 1 is a bit of a hodgepodge and one that most fans will be able to ignore. But for casual fans of Brian May’s searing, melodic guitar, Mercury’s operatic wail, and the surprisingly swinging backbeat of John Deacon and Roger Taylor, this compilation will suit their needs quite nicely.“

## Single-Auskoppelung‚No-One But You‘
No-One But You (Only the Good Die Young) erschien Ende 1997 (z. B. in Deutschland) beziehungsweise Anfang 1998 (z. B. in Großbritannien) als einzige Single-Ausgekoppelung des Albums. Das Cover zeigt Ikarus, dessen Geschichte aus der griechischen Mythologie laut Brian May eine der Inspirationsquellen für sein Lied ist (siehe die Liedzeile „you're only flying too close to the sun“).
Zu den weiteren auf dieser Single enthaltenen Titeln zählt Rick Rubins „Ruined“-Remix von We Will Rock You, auf dem Flea am Bass und Chad Smith am Schlagzeug (beide Mitglieder der Red Hot Chili Peppers) zu hören sind. Rubins Version war ursprünglich 1991 nur in Nordamerika als Bonustrack der von Hollywood Records neu herausgebrachten CD News of the World erschienen. Ebenfalls auf der Single veröffentlicht wurde Joshua J. Macraes Instrumental-Remix von Gimme the Prize für Queens 1998 erschienenes Computerspiel The Eye. Einige Single-Ausgaben enthalten darüber hinaus die Stücke Tie Your Mother Down beziehungsweise das nicht auf Queen Rocks vertretene Princes of the Universe.
Platz 13 erreichte No-One But You You/Tie Your Mother Down in den britischen Charts. In den Niederlanden kam die Single No-One But You auf Rang 33 und in Deutschland auf Platz 75.

## Kommerzieller Erfolg

### Chartplatzierungen
Queen Rocks erreichte in Großbritannien Platz 7 der Album-Charts sowie Platin-Status. Jeweils innerhalb der Top 20 der Charts platzierte sich das Album in Deutschland, den Niederlanden, Österreich und der Schweiz.
| ChartsChartplatzierungen     | Höchstplatzierung | Wochen |
| ---------------------------- | ----------------- | ------ |
| Deutschland (GfK)            | 12 (10 Wo.)       | 10     |
| Österreich (Ö3)              | 16 (13 Wo.)       | 13     |
| Schweiz (IFPI)               | 16 (9 Wo.)        | 9      |
| Vereinigtes Königreich (OCC) | 7 (12 Wo.)        | 12     |

### Auszeichnungen für Musikverkäufe
| Land/Region                  | Auszeichnungen für Musikverkäufe (Land/Region, Auszeichnung, Verkäufe) | Verkäufe |
| ---------------------------- | ---------------------------------------------------------------------- | -------- |
| Australien (ARIA)            | Gold                                                                   | 35.000   |
| Frankreich (SNEP)            | Gold                                                                   | 100.000  |
| Japan (RIAJ)                 | Gold                                                                   | 100.000  |
| Spanien (Promusicae)         | Gold                                                                   | 50.000   |
| Vereinigtes Königreich (BPI) | Platin                                                                 | 300.000  |
| Insgesamt                    | 4× Gold · 1× Platin ·                                                  | 585.000  |

Hauptartikel: Queen (Band)/Auszeichnungen für Musikverkäufe